# Angel Dust Breakers
Angel Dust Breakers（エンジェル・ダスト・ブレイカーズ）は、1980年代に大阪を中心に人気だったダンスチームである。
メンバーの中には当時中学生であったナインティナインの岡村隆史が在籍していた。岡村は当時チーム内では人気があり「KID（キッド）」と呼ばれていた。当時の経験を生かして、『めちゃ×2イケてるッ!』（フジテレビ）でのダンスバトル時に当時のジャージを着用していた。EXILEとコラボ企画オカザイル、キリンビバレッジのCMでもブレイクダンスを披露した。
初代リーダーは現在株式会社エンジェルダストの浦田昭彦。2代目リーダーは現在株式会社ADHIP代表取締役である原田充啓（マシーン原田）。